# Дионисије Александријски
Свештеномученик Дионисије (грч. Διονύσιος Αλεξανδρείας, лат. Dyonisius) познат и као Дионисије Велики био је епископ александријски. Рођен је у Александрији од знаменитих родитеља и васпитан на грчкој филозофији, по том и код Оригена. Као младић прочитао је посланице Апостола Павла, поверовао у Христа и крстио се од Димитрија тадашњег Епископа у Александрији. 247. године постао је епископ у истом том граду и послужио Богу и народу Божијем као прави пастир, и то под врло мучним околностима. Споља Црква беше гоњена од незнабожаца, а унутра раздирана од јеретика. Притом још удари чума, која сатираше људе кроз неколико година. Три године проживе ван Александрије, склоњен верним, да не би пре времена погинуо. За те три године он је писао многе посланице и друге саставе пастви својој, поучавајући је и храбрећи у држању Православља. Међу његовим списима налазе се и неколики канони, које је Црква прихватила. Исто тако и његово писмо против Новацијана сматра се канонским писмом. 
У време Декијевог прогона хришћана (250-251), и он је затворен, али га је руља ослободила проваливши у затвор, након чега се склонио у пустињу; када се по Декијевој смрти вратио у Александрију, Валеријан га је поново прогнао, најпре у Либију, после у унутрашњост Египта (257-258). По повратку из прогонства, сусрео се с глађу, кугом и грађанским ратом. 
Дионисије је живо учествовао у богословским споровима свога времена, изазваним првенствено модалистичком јереси Павла Самосатског и проблемом одступништва од вере који се појавио у време гоњења хришћана. Написао је многа дела, од којих је сачуван само мањи број фрагмената у 7. књизи Јевсевијеве Историје (PG, 1.10) и код Атанасија Великог. Најзначајнија дела: Књиге ο природи, у којима као добар познавалац филозофије критикује атомизам и епикуреизам; Ο обећањима, у две књиге - против хилијазма; Изобличење и апологија, Против Савелија, а упућено Дионисију Римском; Коментар на Књигу Проповедникову и др. У писму Епископу Ксисту, Дионисије је изразио став по коме треба признати и јеретичко Крштење када оно уведе веpника у општење са истинском Црквеном заједницом у Светој Евхаристији, због учешћа у правом животу Цркве, наводећи један такав пример из Александрије. Био је и против поновног Крштавања оних који су отпали од Цркве па јој се поново вратили. Био је за поновно примање у Цркву оних који су отпали од вере услед прогона, уместо трајног искључења. Писао је против јереси хилијазма, по којој ће проћи 1000 година пре него Христос успостави своје Царство након Другог Христовог доласка. Наглашавао је потребу јединства и величао страдање које за циљ има очување јединства Цркве. У тријадологији је следио Оригена, наглашавао тројичност конкретних Божанских Лица, а за Сина користио терминологију која је сматрана за јеретичку, па је морао да даје појашњења и објашњава шта је под тиме мислио.
Умро је у време Антиохијског сабора (264-265), на коме није учествовао.
Православна црква прославља светог Дионисија 5. октобра по јулијанском календару, односно 18. октобра по грегоријанском.
Напомена: Овај чланак, или један његов део, изворно је преузет из Охридског пролога Николаја Велимировића.